# Temple, Texas
Temple är en stad i Bell County i delstaten Texas, USA med 54 514 invånare (2000).